# Тырныаузский горно-обогатительный комбинат
Тырныаузский горно-обогатительный комбинат (ТГОК) — предприятие, расположенное в городе Тырныаузе (Кабардино-Балкария). Специализировавшийся на добыче и обогащении вольфрамо-молибденовых руд комбинат являлся градообразующим предприятием Тырныауза. Вырабатываемые предприятием концентраты в дальнейшем перерабатывались на нальчикском заводе «Гидрометаллург». В структуру комбината входили – обогатительная фабрика, подземный рудник «Молибден», два открытых карьера «Высотный» и «Мукуланский», известковый завод, заводы низковольтной электроаппаратуры, силикатного кирпича и железобетонных изделий.

## История
Осенью 1934 года геологи под руководством Бориса Орлова обнаружили на склоне хребта Тырныауз-Тау залежи молибденита. Через два года, в 1936 году, специалисты обнаруживают вольфрам. Выходы руды на поверхность найдены на горной вершине свыше 3 километров от уровня моря. В 1937 году приказом Наркомтяжпрома СССР начинается строительство горнодобывающего комбината, который включал в себя высокогорный подземный рудник «Молибден» и обогатительную фабрику. 1 сентября 1940 года торжественно вводится в эксплуатацию весь Тырныаузский горно-обогатительный комбинат (ТГОК). «ТГОК» активно развивался, быстро став крупнейшим промышленным предприятием Кабардино-Балкарии. К концу 40-го года была завершена последняя очередь грузовой подвесной канатной дороги (ПКД). Данный проект ПКД стал уникальным в мировой практике, – перепад высот составлял почти полтора километра. Во времена ВОВ предприятие всеми силами производило сырье для нужд фронта. В период с 8 февраля 1941 года и по 24 сентября 1945 года на комбинате работали заключённые Тырныаузстроя, одного из лагерей ГУЛАГа.. В середине 1942 года к комбинату подступили гитлеровские войска. Чтобы не допустить захвата важнейшего стратегического объекта врагом, его решено было уничтожить. Сотрудников эвакуировали, а комбинат взорвали. 7 ноября 1942 нацисты заняли Нижний Баксан, но комбинат оказался полностью разрушенным и непригодным к эксплуатации. 1 января 1943 года захватчики покинули Баксанское ущелье. В январе 1945 года предприятие полностью восстановили и возобновили его работу.
В 1955 году рабочий посёлок Нижний Баксан преобразовали в город Тырныауз. С 1963 по 1967 года вводятся в эксплуатацию пятая и шестая очередь комбината – улучшается технология подземной отбойки, совершенствуются методы обогащения. В 70-х дополнительно начинается отработка месторождения открытым способом, а в рудники приходит дизельная самоходная техника. Начинаются горные работы на карьере «Высотный». К концу 80-х «ТГОК» становится одним из крупнейших предприятий цветной металлургии в СССР, а добыча руды составляет почти 7 миллионов тонн в год. К концу 80-х модернизируется технология откатки и доставки руды на обогатительную фабрику. Был пущен новый корпус самоизмельчения руд, проложен гидротракт, открытый новый цех обогащения бедных скарновых руд.
В 90-е годы предприятие стало потихоньку приходить в упадок. Начиная с 1993 года сокращается число оборонных заказов, падают объёмы добычи руды. В условиях текущего экономического положения в стране, себестоимость производства оказывается слишком высокой. Снижаются мировые цены на стратегическое сырьё. К середине 90-х был упразднен отдел охраны окружающей среды. Прекращается разведка новых запасов руд. В 1998 году Тырныаузский горно-обогатительный комбинат передают в республиканскую собственность, что по сути стало концом для некогда крупнейшего промышленного гиганта КБР. Через год карьерное оборудование режется на металл, предприятие остаётся с многомиллионными долгами по зарплатам. Проблем добавила и сама природа. Роковым стал июль 2000 года, когда город Тырныауз накрыл мощнейший сель, уничтоживший обширную территорию города. В 2003 году судебные приставы арестовывают имущество комбината. Оставшееся оборудование продаётся по бросовым ценам, в городе растёт социальная напряженность, численность населения Тырныауза к 2011 году сокращается на треть.
В 2008 году объявлялось о нахождении иностранного инвестора (японская Marubeni Corporation) для возрождения предприятия, инвестиции в восстановление производства оценивались в 2,5—3 млрд руб., однако по состоянию на март 2011 года эти планы остались нереализованными. В октябре 2010 года в одной из заброшенных штолен рудника «Молибден» спецподразделениями ФСБ и МВД России проводилась спецоперация по ликвидации засевших там боевиков. Высказывались мнения, что развал Тырныаузского комбината, являвшегося одним из крупнейших предприятий Кабардино-Балкарии, и вызванный этим рост безработицы, особенно среди молодёжи, стал одной из причин активизации бандподполья в этой республике в 2000-х годах. К 2012-му оборудование на комбинате полностью разукомплектовано, разворовано и распродано в счёт долгов. Юридические лица ликвидированы.
В 2017 году было создано ООО «Эльбрусский горнорудный комбинат», в виде дочерней компании госкорпорации «Ростех». В планах компании к 2023 году возобновить эксплуатацию Тырныаузского месторождения. Проект будет осуществляться в несколько этапов. На первом — была получена лицензия на право пользования недрами, оценены запасы и разработано технико-экономическое обоснование, приобретена собственность «Тырныаузского вольфрамо-молибденового комбината». На втором этапе начнется строительство зданий и сооружений, обустройство дорог. 19 октября 2021 были начаты работы по восстановлению комбината.

## Производственный процесс

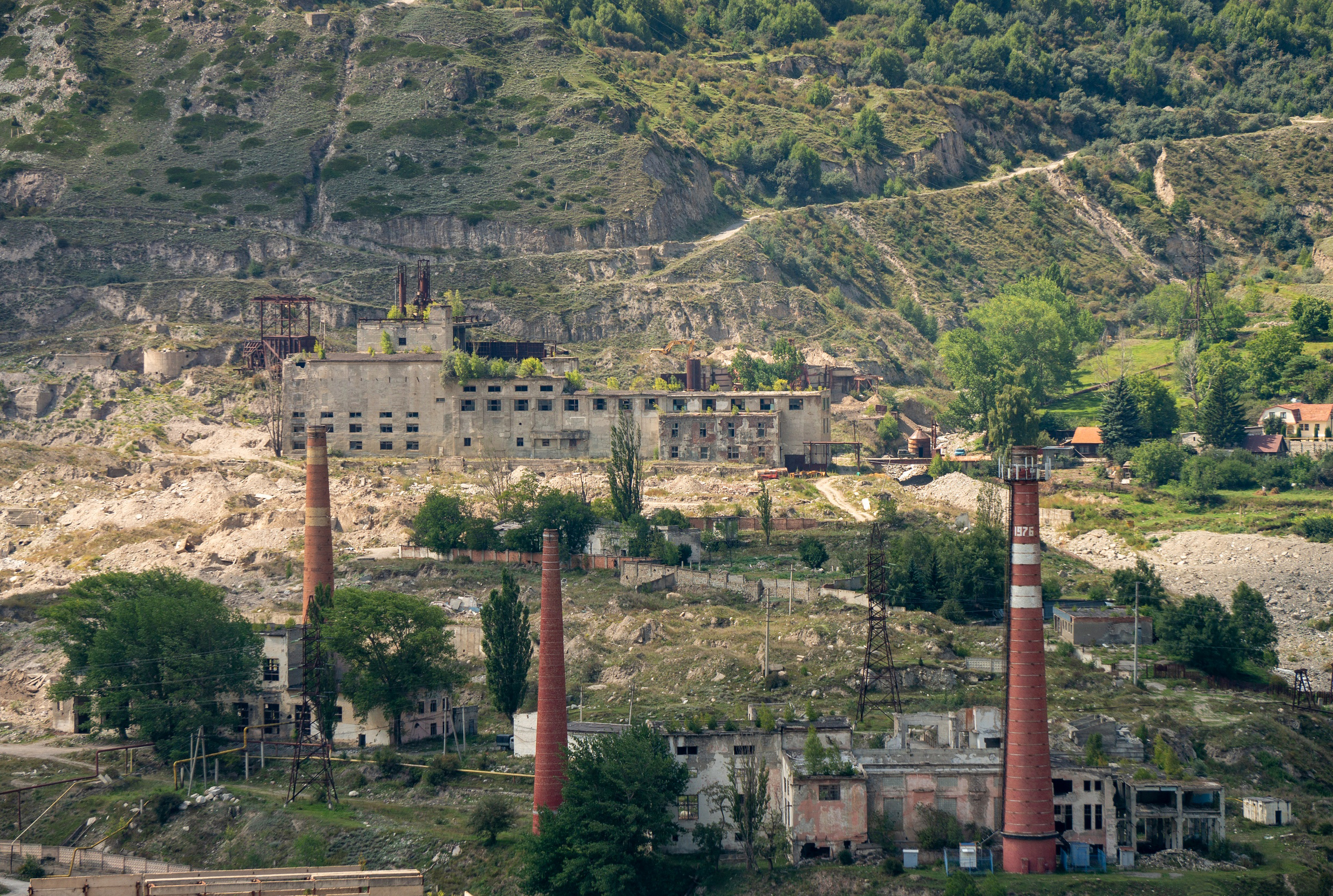
Разрушенные постройки ТГОКа

Первоначально вся добытая руда доставлялась с промплощадки штольни «Капитальная» (4 горизонт, 2615 м) прямиком на обогатительную фабрику посредством подвесной канатной дороги (ПКД). Начиная с 1978 года, ниже промплощадки рудника был возведён корпус самоизмельчения (КСИ) и проложен гидротракт. Схема транспортировки сырья кардинально изменилась. Добытая в руднике и на открытых карьерах руда, поступившая по рудоспускам на главный откаточный горизонт, выдавалась большегрузными составами с электровозной тягой на дневную поверхность через штольню «Главная» (12 горизонт, 2015 м). Вагонетки отправлялись на дробильную установку у промплощадки рудника, затем материал конвейером доставлялся в цех КСИ. Раздробленная руда поступала на мельницы мокрого самоизмельчения, после чего полезное ископаемое вместе с водой (пульпа) спускали с отметки 1960 метров над уровнем моря по безнапорному гидротракту на отдельную секцию флотации главного корпуса обогатительного комбината, расположенного у реки Баксан. После флотационного обогащения начинался процесс сгущения и обезвоживания. Хвостовой материал отправлялся по пулпопроводу на хвостохранилище (озеро Гижгит), а полученные концентраты автотранспортом доставляли на завод «Гидрометаллург» в город Нальчик. На хвостохранилище стояли плавучие насосные станции высокого давления, которые возвращали техническую воду по трубопроводу обратно на КСИ. В конце 80-х был открыт корпус обогащения скарнированных мраморов в тяжёлых средах. В цехе происходило разделение тяжелых рудных фракций содержащих вольфрам и легких кальциевых руд с небольшим содержанием молибдена.